# Mosstjärnen (Fryksände socken, Värmland)
Mosstjärnen är en sjö i Torsby kommun i Värmland och ingår i Göta älvs huvudavrinningsområde.